# Ильин, Олег Андреевич
Оле́г Андре́евич Ильи́н (укр. Олег Андрійович Ільїн; 8 июня 1997, Одесса, Украина) — украинский футболист, полузащитник ковалёвского «Колоса».

## Биография

### Ранние годы
Родился в Одессе, воспитанник местного «Черноморца». В 2015 году присоединился к молодежной академии «Днепра». Параллельно с выступлениями в молодежной академии того года выступал в Суперлиге Днепропетровской области (8 матчей, 2 гола). В преддверии старта сезона 2017/18 годов переведен в первую команду днепровского клуба. Дебютировал в футболке «Днепра» 15 июля 2017 года в проигранном (1:2) выездном поединке 1-го тура группы «Б» Второй лиги против одесского «Реал Фармы». Олег вышел на поле в стартовом составе и отыграл весь матч, а на 57-й минуте получил желтую карточку. Дебютным голом в футболке днепровского клуба отличился 5 августа 2014 года на 53-й минуте победного (2:1) домашнего поединка 4-е место группы Б Второй лиги против петровского «Ингульца-2». Ильин вышел на поле в стартовом составе и отыграл весь матч. В первой части сезона 2017/18 годов сыграл 22 матча во Второй лиге, в которых отличился 2 голами.

### «Колос (Ковалёвка)»
Во время зимней паузы сезона 2017/18 в украинских СМИ появилась информация о возможном уходе Олега Ильина из «Днепра», после чего юный игрок отправился на просмотр в «Колос». В конце февраля 2018 подписал контракт с коваловским клубом. Дебютировал за «Колос» 18 марта 2018 года в победном (4:2) выездном поединке 23-го тура Первой лиги против киевского «Оболонь-Бровар». Олег вышел на поле в стартовом составе, на 70-й минуте отличился голом в воротах киевлян, а на 90-й минуте был заменен Евгением Морозко. В составе «ковалевцев» отыграл полтора сезона в Первой лиге, помог команде завоевать путевку в Премьер-лигу. В январе 2019 года продлил на 1 год контракт с «Колосом». В Премьер-лиге дебютировал 30 июля 2019 года в победном (2:1) домашнем поединке 1-го тура против «Мариуполя». Ильин вышел в стартовом составе и отыграл весь матч, а на 69-й минуте получил желтую карточку.

## Достижения
«Колос» (Ковалёвка)
- Серебряный призёр Первой лиги Украины: 2018/19